# Ave Maria (film)
Ave Maria / Przeciwko amerykańskiej napaści na Wietnam (ros. Аве Мария) – radziecki krótkometrażowy film animowany z 1972 roku w reżyserii Iwana Iwanowa-Wano i Władimira Danilewicza poświęcony ofiarom Wojny w Wietnamie. Ścieżka dźwiękowa – utwór Ave Maria Franza Schuberta.
Film wchodzi w skład serii płyt DVD Animowana propaganda radziecka (cz. 1: Amerykańscy Imperialiści).

## Opis
Film poświęcony ofiarom amerykańskiej agresji w Wietnamie. Amerykanie zostali pokazani jako podżegacze wojenni i zbrodniarze, którzy mordują wietnamskich cywilów.

Film łączy w sobie obrazy Matki Boskiej z obrazami wojny. Jednym z najmroczniejszych momentów animacji jest ten, w którym żołnierz w masce gazowej zabija wietnamskie dziecko.

W filmie można odnaleźć odwołania do klasycznych dzieł malarskich. W ostatnim ujęciu, w scenie odwołującej się do obrazu Madonny z Dzieciątkiem pojawia się wietnamska dziewczynka w miejscu Jezusa. Kolejnym przykładem jest przedstawienie wietnamskiej rodziny w konwencji Ostatniej Wieczerzy.

## Animatorzy
Galina Zołotowska, Anatolij Pietrow, Wiaczesław Sziłobriejew